# Enzo Zamparini
Enzo Zamparini, né le 14 novembre 1934 à Codroipo (Italie) et mort le 25 mai 1996 à Wavrin (Nord), est un footballeur français évoluant au poste de défenseur.

## Biographie
Au total, il dispute 157 matchs en Division 1 et 112 matchs en Division 2.

## Carrière
- 1955-1962 :  Lille OSC
- 1962-1966 :  RC Lens
- Tourcoing FC[1]

## Palmarès
- Vainqueur de la Coupe Charles Drago en 1965 avec le Racing Club de Lens